# Керамика
Керамиката (на старогръцки: κέραμος – глина) е общото наименование на изделия от неорганични, неметални материали (например глина) и техните смеси с минерални добавки. Изделията се използват за домакински съдове, стенна украса и други. Тя намира приложение в строителството, архитектурата, медицината, науката и дома.
В сьпо-общ смисъл терминът се използва от XIX в., обхващайки като значение всички грънчарски (груба керамика), майолика и порцеланови (фина керамика) изделия. Думата идва от названието на рог за пиене на вода, откъдето впоследствие така се именуват всички глинени дсъдове. Същото име носи и квартал в Древна Атина, населен предимно с грънчари.
Керамичното производство е първото овладяно от човека химично производство. Керамичните изделия са също така и добри топлоизолатори.
В България професионално керамика се изучава в Националната гимназия за приложни изкуства „Проф. Венко Колев“ в Троян и Националната художествена академия в София.